# 津田西町
津田西町（つだにしまち）は、徳島県徳島市の町名。現行行政地名は津田西町一丁目及び津田西町二丁目。2025年1月現在の人口は568人、世帯数は301世帯。郵便番号は〒770-8004。

## 地理
徳島市の東部に位置し、津田地区に属している。津田本町との境には徳島県道120号徳島小松島線（旧・国道55号）が通る。また、津田山登山道を通して新浜町とつながる。

### 山岳
- 津田山

## 歴史
阿波狸合戦ゆかりの地として知られ、町内には阿波秩父観音霊場二十六番札所・津田寺がある。元は新浜町・津田町の各一部で、昭和39年より現在の町名となった。

## 交通

### バス
JR徳島駅前発徳島市営バス・津田・オーシャンフェリー行きが利用できる。

### 道路
- 徳島県道120号徳島小松島線

## 施設
- 津田寺（阿波秩父観音霊場二十六番札所）
- 津田八幡神社
- 徳島市津田中学校
- 徳島市津田小学校
- 徳島市津田幼稚園